# آنکانده کولونی
آنکانده کولونی (به لاتین: Ankande Colony) یک منطقهٔ مسکونی در سری‌لانکا است که در ناحیه متاله واقع شده‌است.